# Nørre Snede
Nørre Snede er en by i Midtjylland med 1.912 indbyggere  (2025), beliggende 7 km øst for Ejstrupholm, 21 km nordøst for Give, 30 km syd for Silkeborg og 32 km vest for Horsens. Byen hører til Ikast-Brande Kommune og ligger i Region Midtjylland.
Nørre Snede ligger på en højderyg, der er en del af det jyske hovedvandskel. Her gik Hærvejen, som Primærrute 13 følger på en lang strækning. Ved Nørre Snede krydser den sekundærrute 185, der går mellem Horsens og Holstebro.

## Sogn og kirker
Nørre Snede hører til Nørre Snede Sogn, hvorfra Hampen Kirkedistrikt blev udskilt som Hampen Sogn 1. oktober 2010, da kirkedistrikterne generelt blev nedlagt. Nørre Snede Kirke, der især er berømt for sin døbefont, udført i granit med to par løvefigurer i højrelief, ligger i byen. 3 km syd for byen ligger en afdeling af Statsfængslet Midtjylland. Fængslet har egen kirke, Bakkebo Kirke, der også hører til Nørre Snede Sogn.

## Faciliteter
Nørre Snede Skole har 312 elever, fordelt på 0.-9. klassetrin. Nørre Snede Hallen har plads til 250 tilskuere og udstyr til bl.a. håndbold, volleybold og badminton. Hertil kommer en mindre aktivitetssal, cafeteria og et mødelokale til 30 personer. Blandt de faste brugere er Hærvejens HK/Ejstrupholm GF, Højderyggens Gymnastikforening, Højderyggens Badmintonklub og Nørre Snede Gymnastikforening.
I Nørre Snede findes en Falck station, et apotek, et lægehuse, en tandlægeklinik, en genbrugsbutik, en vinhandel, frisører, pizzaria, byggemarked under lukning holder ophørsudsalg, kafferesteri med forretning, ladestation med seks ladepunkter, REMA 1000 og en SuperBrugsen.

## Historie
Navnet "Snede" kommer af sneth, som betyder "kratskov".
Landsbyen Nørre-Snede er dateret til at være fra det 3.-6. århundrede e.Kr.
Nørre Snede bestod af op til en halv snes gårde, der lå samlet tæt sammen, grundet topografiske forhold. 
Bebyggelsen strakte sig i ca. 550 meters længde, med en bredde på 100-200 meter.
Øst for byen er der flere rundhøje, der er dateres rejst omtrent i vikingetiden.
Under Treårskrigen blev en halv eskadron kurhessiske husarer, som havde indkvarteret sig i Nørre Snede, taget til fange af 3. dragonregiment under ledelse af Nicolai Stabel Brock 9. juni 1849.
I 1904 beskrives Nørre Snede således: "Nørre-Snede med Kirke, Præstegd., Skole og Forskole, Missionshus (opf. 1894), Forsamlingshus (opf. 1887), Borgerforening, Lægebolig, Sparekasse (opr. 1863...Antal af Konti 675), Andelsmejeri, 3 Købmandshdlr., flere Haandværkere, Mølle, Kro, Markedsplads (Marked i April og Okt.), Statstelefonst. og Postekspedition". På målebordsbladet for 1900-tallet ses også et apotek.

### Nørre Snede Kro
Beliggenheden ved Hærvejen bevirkede, at der var kro i Nørre Snede allerede fra 1069. Den blev i 1702 kongelig privilegeret af Kong Frederik 4.. Den nuværende hovedbygning er fra 1867, og med en række tilbygninger i 1900-tallet har Nørre Snede Kro 1334 etage-m². Kroen har plads til 400 personer. Foreningen FNK, der blev stiftet i 2016 og afholder danseaftener for singler og danseglade hver lørdag, har lejet sig ind i kroens festsal. Øvrige dage er kroen lukket.

### Biografer
Nørre Snedes biografer startede da hotelejer Jens Petersen i 1927 åbnede biograf i hotellets sal. Den blev i 1956 overtaget af Kampmann Bruun, hvis far Ditlev Bruun havde drevet rejsebio fra 1895 til sin død i 1932. Den blev videreført af sønnen Ferdinand Bruun, som Kampmann Bruun var ansat hos indtil han i 1945 startede sin egen Vestjydsk Rejsebio. Den skiftede navn til Nørre Snede Rejsebio, da han i 1956 overtog den faste biograf. Nørre Snede Bio blev i 1958-59 ombygget til en større og mere moderne biograf med 242 pladser. Efter Kampmann Bruuns død blev både Rejsebio og Bio videreført af hans søn Kim Ratza Bruun indtil hhv. 1983 og 1984.

### Jernbanen
Nørre Snede fik jernbanestation på Horsens Vestbaner i 1929, hvor Horsens-Tørring Banen fik en sidebane fra Rask Mølle til Ejstrupholm. Horsens Vestbaner indstillede persontrafikken i 1957 og blev helt nedlagt i 1962.
Stationsbygningen er bevaret på Falkevej 38. Banetracéet er bevaret og tilgængeligt på en sti mellem Grønnegade og Kløvervej og på en sti mellem Falkevej og genbrugsstationen, dog afbrudt af rute 13's omfartsvej øst om byen.

### Kommunen
Nørre-Snede Kommune i Vejle Amt blev dannet ved kommunalreformen i 1970 af Ejstrup, Klovborg og Nørre Snede sogne. Kommunen indgik ved kommunalreformen i 2007 i Ikast-Brande Kommune.

### 2. Verdenskrig
Byens lokale læge organiserede raske unge stærke mænd til modstandsbevægelsen, der hentede våben og sprængstoffer ved nedkastninger på Grost Gårde nedkastningsplads. Der var 5 nedkastninger på pladsen.

## Erhverv

### Kjeldsens
"Kjeldsens Småkager" blev grundlagt i 1933, da købmandsparret Anna og Marinus Kjeldsen købte et lille familiebageri. I 1950'erne blev det et stort industrieventyr i Nørre Snede, og i 1960'erne blev det en eksportsucces. Kelsen Group har 400 medarbejdere i Danmark og producerer 25.000 tons småkager om året på de to fabrikker i Nørre Snede og Ribe med i alt 12 produktionslinjer. Koncernen har datterselskaber i USA og Hongkong og eksporterer til 110 lande.

### Vækstcenteret
Vækstcenteret i Nørre Snede er et spirituelt træningscenter med undervisning i meditativ praksis og selvudvikling. Det blev grundlagt i 1982 af Jes Bertelsen og hans daværende kone Hanne Kizach. I 1989 mødte Jes Bertelsen den tibetanske lama Tulku Urgyen, der autoriserede ham til at undervise i dzogchen.
Centeret har ca. 1000 kursister om året. Der kan bo 70 kursister på og omkring centret. Af kendte kursister kan nævnes forfatteren Peter Høeg, der boede på centret i mange år, hvor han trak sig tilbage fra offentlighedens søgelys.

## Galleri
- Nørre Snede Kro 2007
Kroen er ikke i drift.
- Kirkens Korshærs Genbrug på Horsensvej
- Højderyggens Lokalradio
- Vandtårn